# Residenzenweg

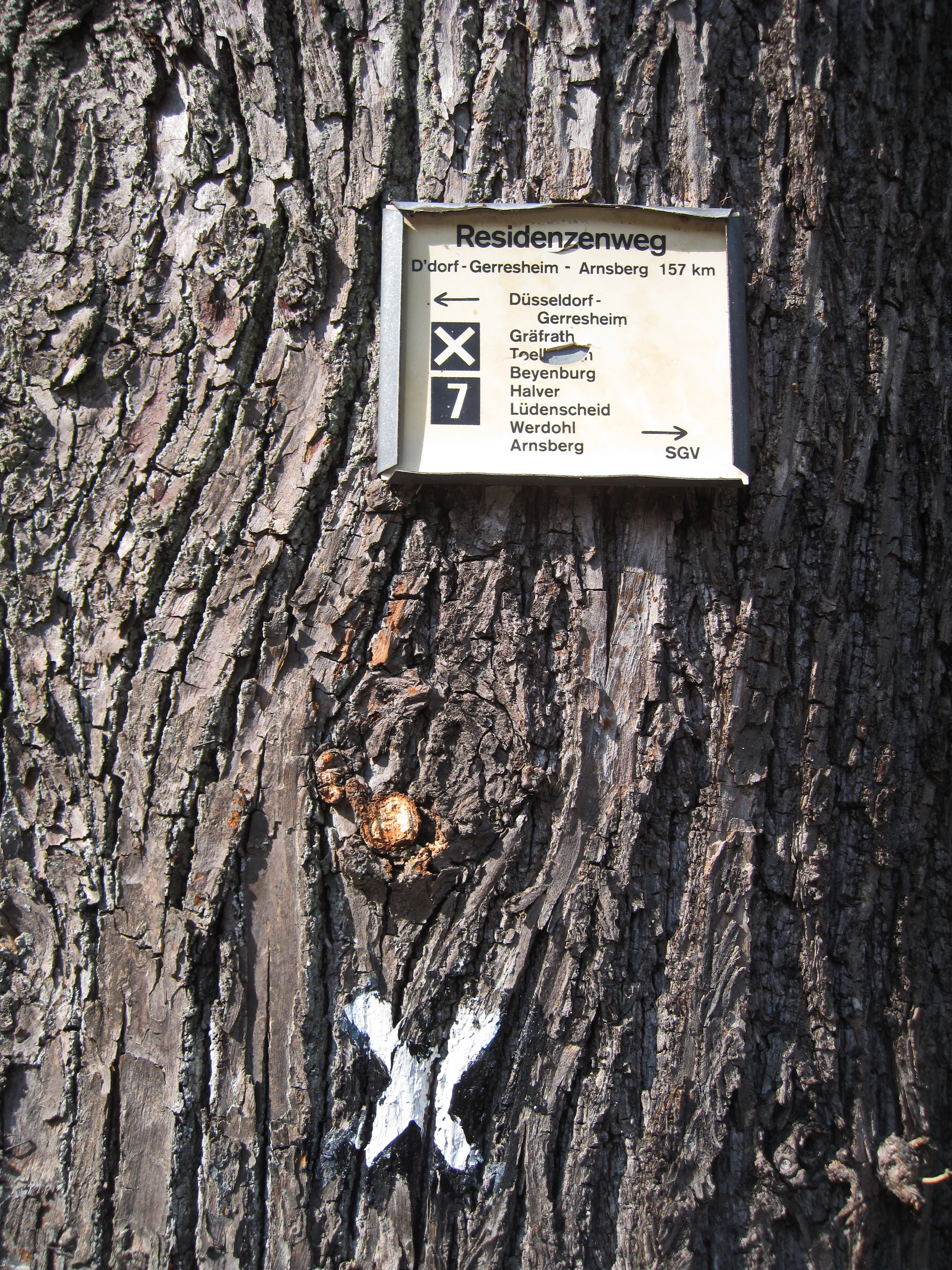
Wanderwegmarkierung am ehemaligen Hauptwanderweg Residenzenweg in Neuenrade
(August 2019)

Der Residenzenweg war ein 157 km langer Hauptwanderweg im Vereinsgebiet des Sauerländischen Gebirgsvereins und besitzt wie auch all die anderen Hauptwanderstrecken als Wegzeichen das weiße Andreaskreuz X, an Kreuzungspunkten um die Ziffer 7 erweitert.
Er begann in der Altstadt von Arnsberg und führte über Neuenrade, Lüdenscheid, Halver, Egen, Wuppertal und Hilden nach Düsseldorf-Gerresheim, wo der Weg am Bahnhof endete.
Weil der Wanderweg die beiden alten Residenzstädte Arnsberg und Düsseldorf miteinander verband, erhielt der Weg seinen Namen. Dazwischen führte der Weg durch sehr unterschiedliche Landschaften. Bis Lüdenscheid durchwanderte man das ländliche Sauerland, bevor man das Stadtgebiet der Kreisstadt Lüdenscheid mit einem hohen Siedlungsanteil durchquerte, was ungewöhnlich für einen Wanderweg ist. Danach ging man Richtung Bevertalsperre und befand sich nun im Bergischen Land. Als nächste Großstadt wurde Wuppertal erreicht, die jedoch auf wesentlich wanderfreundlichere Weise als Lüdenscheid auf der bewaldeten Südhöhe durchwandert wurde. Nach einer Querung des Tals der Wupper gelangte man in den historischen Ortskern von Solingen-Gräfrath. Wenige Kilometer weiter traf man mit der Hildener Heide wiederum auf eine andere Landschaft, bevor es dann zumeist durch Wiesen und Felder in den östlichen Stadtteil Gerresheim der NRW-Landeshauptstadt ging.
Im Jahr 2012 wurde vom SGV entschieden, den Residenzenweg zusammen mit weiteren Hauptwanderwegen aufzugeben und nicht mehr nachzumarkieren. Er wurde am 1. April 2014 aus dem Wegekataster des Vereins gelöscht.

## Geschichte
Der Residenzenweg wurde gegen Ende des 19. Jahrhunderts mit dem Wegzeichen X7 geschaffen und erstreckte sich zunächst nur von Arnsberg bis Halver. Nach der Zuweisung des Bergischen Lands zum Vereinsgebiet verlängerte der Sauerländische Gebirgsverein den Weg bis 1935 bis Düsseldorf. Diese Verlängerung wurde bis nach dem Zweiten Weltkrieg mit dem Zusatz a versehen, so dass dieser Abschnitt als X7a geführt wurde.